# Guzmania melinonis
Guzmania melinonis là một loài thực vật có hoa trong họ Bromeliaceae. Loài này được Regel mô tả khoa học đầu tiên năm 1885.